# Gonzalo Maidana

## Biografía
Sus inicios en el Padbol se remontan a finales de 2010, cuando junto a Lisandro Narbaitz, Jonatan Luquez, Marcos Pérez, Jeremías Zaragoza y Pablo Makedownski fueron los primeros en probar el deporte creado por Gustavo Miguens.
Desde 2013 forma parte de la Selección Argentina de Padbol, cuando participó del primer primer Mundial de la especialidad, disputado en Argentina y en el que junto a Lisandro Narbaitz quedaron en la quinta posición.
Al año siguiente viajó a Alicante, España con Narbaitz para participar del segundo Mundial, en el que quedaron en la sexta ubicación.
En 2015 estuvo presente en la primera edición de la Copa Intercontinental en la que con Narbaitz salieron subcampeones, lo que les permitió llegar al Número 1 del Ranking Mundial 2015. 
En 2016, junto a Narbaitz, Lucas Vaioli y Labayen, se consagró campeón de la  Copa II Naciones 2016 luego de derrotar a Uruguay. 
En noviembre del mismo año con Labayen participaron del tercer Mundial, que tuvo sede en Punta del Este, Uruguay. Allí salieron Subcampeones del Mundo, tras perder la final contra España.
En 2017 fue campeón argentino en el Nacional, lo que le dio el pasaje a la primera edición de la Copa América de Padbol 2017 en Brasil, donde se coronó junto a Tomás Labayen y Rodrigo Maidana.

## Logros
- Campeón Argentino 2013, 2014, 2016 y 2017
- Subcampeón Copa Intercontinental 2015
- Número 1 del Ranking Mundial 2015
- Campeón  Copa II Naciones 2016
- Subcampeón Mundial 2016
- MVP Copa Mundial de Padbol 2016
- Campeón Copa América de Padbol 2017
- MVP Copa América de Padbol 2017

## Parejas
- Lisandro Narbaitz (2013-2015)
- Tomás Labayen (2016-presente)
- Rodrigo Maidana (2017)